# Smithsonian (magazine)
Pour les articles homonymes, voir Smithsonian (homonymie).
Smithsonian est le journal publié par le Smithsonian Institution à Washington, D.C. La première édition est parue en 1970. Il est édité par Carey Winfrey.

## Historique
L'histoire du Smithsonian commence lorsque Edward K. Thompson, ancien rédacteur en chef du magazine Life, est chargé par le secrétaire du Smithsonian de l'époque, Sidney Dillon Ripley, de produire un magazine « sur des sujets auxquels le Smithsonian [Institution] s'intéresse, pourrait s'intéresser ou devrait s'intéresser ».
La première édition paraît en 1970. En 1973, le magazine réalise un bénéfice pour la première fois. En 1974, la diffusion a presque quadruplé, pour atteindre 635 000 exemplaires, et le magazine franchit le cap du million d'exemplaires en 1975.
En 1980, Thompson, âgé de 72 ans, part en retraite et est remplacé par Don Moser, qui a également travaillé à Life, et le tirage a atteint plus de deux millions, lors de son départ à la retraite en 2001, remplacé par Carey Winfrey. Michael Caruso succède à son tour à Carey Winfrey en 2011/2012, et occupe le poste de rédacteur en chef jusqu'en 2019.

## Quelques contributeurs
- Frank Deford
- Jon Krakauer
- Jill Lepore
- Alan Lightman
- David McCullough
- Susan Orlean
- Nathaniel Philbrick
- Paul Theroux